# راي بيترسون (لاعب كرة قدم أمريكية)
راي بيترسون (بالإنجليزية: Ray Peterson)‏ هو لاعب كرة قدم أمريكية أمريكي، ولد في 27 يونيو 1913 في فورت براغ في الولايات المتحدة، وتوفي في 14 يونيو 1999.